# К-9
К-9 (енгл. K-9) је америчка акциона филмска комедија режисера Рода Денијела из 1989. године, по сценарију Стивена Сигела и Скота Мајерса, а главне улоге тумаче Џејмс Белуши, Мел Харис и Кевин Тај.
Детектив Мајкл Дули (Џејмс Белуши) има задатак да ухапси криминалца Кена Лајмена (Кевин Тај) и за партнера му дају интелигентног полицијског пса (немачки овчар). Њих двоје, после почетних перипетија и неслагања, на крају стварају везу и покушавају заједно да ухвате злочинца.

## Радња
Прича о једноставном америчком полицајцу за наркотике који је у невољи: лови га дилер дроге Кен Лајмен (Кевин Тај), са којим детектив Мајкл Дули (Џејмс Белуши) има стару кавгу. Власти пружају помоћ свадљивом Мајклу додељујући му агента К-9 - пса по имену Џери Ли, специјално обученог да тражи дрогу. Један проблем: пас има своје мишљење у скоро свакој прилици и не само да не жели никога да послуша, већ почиње да диктира другима своја правила понашања. Међутим, Џери Ли се добро слаже са Трејси, Мајкловом стварном женом, што потоњег много нервира. А када дилер дроге киднапује Трејси, Мајкл мора да пронађе заједнички језик са својим четвороножним помоћником и заједно помогне жени коју воли да изађе из невоље. У последњој борби, Џери Ли, пошто је повређен, спасава свог партнера.